# Tour de France 1990
Die 77. Tour de France fand vom 30. Juni bis 22. Juli 1990 statt und führte auf 21 Etappen über 3504 Kilometer. Es nahmen 198 Rennfahrer an der Rundfahrt teil, von denen 156 klassifiziert wurden.

## Rennverlauf
Die erste Etappe um den Freizeitpark Futuroscope wurde von einer vierköpfigen Spitzengruppe dominiert, die mit einem Vorsprung von fast zehn Minuten das Ziel erreichte. Der Ausgang dieser ersten Etappe beeinflusste die Rundfahrt maßgeblich: Der Niederländer Frans Maassen gewann die Etappe, ins Gelbe Trikot des Spitzenreiters schlüpfte der Etappendritte Steve Bauer, der es bis zum Erreichen der Alpen auf der neunten Etappe verteidigen konnte. Dort übernahm es der Franzose Ronan Pensec, der ebenfalls von auf der ersten Etappe herausgefahrenen Vorsprung profitierte. Er konnte die Führung jedoch nur zwei Tage verteidigen, dann wanderte es weiter an den Italiener Claudio Chiappucci, dem vierten der Ausreißergruppe vom ersten Tag.
Beim Einzelzeitfahren am vorletzten Tag holte der Amerikaner Greg LeMond über zwei Minuten auf Chiappucci heraus und verdrängte ihn noch aus der Spitzenreiterrolle. Die letzte Etappe, bei der Johan Museeuw auf den Champs-Élysées in Paris triumphierte, änderte am Gesamtklassement jedoch nichts mehr: Lemond gewann seine dritte Tour mit einer Durchschnittsgeschwindigkeit von 38,621 km/h vor dem damals noch unbekannten Chiappucci.
Im Kampf um das Grüne Trikot setzte sich Olaf Ludwig gegen Museeuw durch. Der Deutsche gewann zudem die achte Etappe in Besançon im Sprint. Das Gepunktete Trikot gewann der Franzose Thierry Claveyrolat.

## Etappen
| Etappe     | Datum    | Etappenorte                           | type              | Länge (km) | Etappensieger       | Gesamtführender    |
| ---------- | -------- | ------------------------------------- | ----------------- | ---------- | ------------------- | ------------------ |
| Prolog     | 30. Jun. | Futuroscope – Futuroscope             | Prolog            | 6,3        | Thierry Marie       | Thierry Marie      |
| 1. Etappe  | 1. Jul.  | Futuroscope – Futuroscope             | Flachetappe       | 138,5      | Frans Maassen       | Steve Bauer        |
| 2. Etappe  | 1. Jul.  | Futuroscope – Futuroscope             | Teamzeitfahren    | 44,5       | Panasonic-Sportlife | Steve Bauer        |
| 3. Etappe  | 2. Jul.  | Poitiers – Nantes                     | Flachetappe       | 233        | Moreno Argentin     | Steve Bauer        |
| 4. Etappe  | 3. Jul.  | Nantes – Le Mont-Saint-Michel         | Flachetappe       | 203        | Johan Museeuw       | Steve Bauer        |
| 5. Etappe  | 4. Jul.  | Avranches – Rouen                     | Flachetappe       | 301        | Gerrit Solleveld    | Steve Bauer        |
|            | 5. Juli  | Ruhetag in Rouen                      | Ruhetag           |            |                     |                    |
| 6. Etappe  | 6. Jul.  | Sarrebourg – Vittel                   | Flachetappe       | 202,5      | Jelle Nijdam        | Steve Bauer        |
| 7. Etappe  | 7. Jul.  | Vittel – Épinal                       | Einzelzeitfahren  | 61,5       | Raúl Alcalá         | Steve Bauer        |
| 8. Etappe  | 8. Jul.  | Épinal – Besançon                     | Flachetappe       | 181,5      | Olaf Ludwig         | Steve Bauer        |
| 9. Etappe  | 9. Jul.  | Besançon – Genf                       | Hügelige Etappe   | 196        | Massimo Ghirotto    | Steve Bauer        |
| 10. Etappe | 10. Jul. | Genf – Saint-Gervais-les-Bains        | Hochgebirgsetappe | 118,5      | Thierry Claveyrolat | Ronan Pensec       |
| 11. Etappe | 11. Jul. | Saint-Gervais-les-Bains – Alpe d’Huez | Hochgebirgsetappe | 182,5      | Gianni Bugno        | Ronan Pensec       |
| 12. Etappe | 12. Jul. | Fontaine – Villard-de-Lans            | Bergzeitfahren    | 33,5       | Erik Breukink       | Claudio Chiappucci |
|            | 13. Juli | Ruhetag in Villard-de-Lans            | Ruhetag           |            |                     |                    |
| 13. Etappe | 14. Jul. | Villard-de-Lans – Saint-Étienne       | Hügelige Etappe   | 149        | Eduardo Chozas Olmo | Claudio Chiappucci |
| 14. Etappe | 15. Jul. | Le Puy-en-Velay – Millau              | Hügelige Etappe   | 205        | Marino Lejarreta    | Claudio Chiappucci |
| 15. Etappe | 16. Jul. | Millau – Revel                        | Flachetappe       | 170        | Charly Mottet       | Claudio Chiappucci |
| 16. Etappe | 17. Jul. | Blagnac – Luz Ardiden                 | Hochgebirgsetappe | 215        | Miguel Indurain     | Claudio Chiappucci |
| 17. Etappe | 18. Jul. | Lourdes – Pau                         | Hochgebirgsetappe | 150        | Dmitri Konyschew    | Claudio Chiappucci |
| 18. Etappe | 19. Jul. | Pau – Bordeaux                        | Flachetappe       | 202        | Gianni Bugno        | Claudio Chiappucci |
| 19. Etappe | 20. Jul. | Castillon-la-Bataille – Limoges       | Flachetappe       | 182,5      | Guido Bontempi      | Claudio Chiappucci |
| 20. Etappe | 21. Jul. | Lac de Vassivière – Lac de Vassivière | Einzelzeitfahren  | 45,5       | Erik Breukink       | Greg LeMond        |
| 21. Etappe | 22. Jul. | Brétigny-sur-Orge – Paris             | Flachetappe       | 182,5      | Johan Museeuw       | Greg LeMond        |

## Endergebnisse

### Gesamtwertung
| \| Gesamtwertung \| Gesamtwertung \| Gesamtwertung \| Gesamtwertung \| Gesamtwertung \| \| Fahrer \| Fahrer \| Land \| Team \| Zeit \| \| ------------- \| -------------------- \| ------------------ \| ---------------------- \| ---------------- \| \| 1. \| Greg LeMond \| Vereinigte Staaten \| Z \| 90 h 43 min 20 s \| \| 2. \| Claudio Chiappucci \| Italien \| Carrera Jeans-Vagabond \| + 2 min 16 s \| \| 3. \| Erik Breukink \| Niederlande \| PDM-Concorde-Ultima \| + 2 min 29 s \| \| 4. \| Pedro Delgado \| Spanien \| Banesto \| + 5 min 01 s \| \| 5. \| Marino Lejarreta \| Spanien \| ONCE \| + 5 min 05 s \| \| 6. \| Eduardo Chozas Olmo \| Spanien \| ONCE \| + 9 min 14 s \| \| 7. \| Gianni Bugno \| Italien \| Chateau d'Ax-Salotti \| + 9 min 39 s \| \| 8. \| Raúl Alcalá \| Mexiko \| PDM-Concorde-Ultima \| + 11 min 14 s \| \| 9. \| Claude Criquielion \| Belgien \| Lotto-Superclub \| + 12 min 14 s \| \| 10. \| Miguel Indurain \| Spanien \| Banesto \| + 12 min 47 s \| \| 11. \| Andrew Hampsten \| Vereinigte Staaten \| 7 Eleven-Hoonved \| + 12 min 54 s \| \| 12. \| Pello Ruiz Cabestany \| Spanien \| ONCE \| + 13 min 39 s \| \| 13. \| Fabio Parra \| Kolumbien \| Kelme-Ibexpress \| + 14 min 35 s \| \| 14. \| Fabrice Philipot \| Frankreich \| Castorama \| + 15 min 49 s \| \| 15. \| Gilles Delion \| Frankreich \| Helvetia-La Suisse \| + 16 min 57 s \| \| 16. \| William Palacio \| Kolumbien \| Manzana Postobón Team \| + 19 min 43 s \| \| 17. \| Johan Bruyneel \| Belgien \| Lotto-Super Club \| + 20 min 24 s \| \| 18. \| Roberto Conti \| Italien \| Ariostea \| + 20 min 43 s \| \| 19. \| Éric Boyer \| Frankreich \| Z \| + 22 min 09 s \| \| 20. \| Ronan Pensec \| Frankreich \| Z \| + 22 min 54 s \| \| 21. \| Thierry Claveyrolat \| Frankreich \| RMO \| + 23 min 33 s \| \| 22. \| Jérôme Simon \| Frankreich \| Z \| + 27 min 23 s \| \| 23. \| Pascal Lino \| Frankreich \| RMO \| + 30 min 38 s \| \| 24. \| Anselmo Fuerte \| Spanien \| ONCE \| + 31 min 18 s \| \| 25. \| Dmitri Konyschew \| Sowjetunion \| Alfa Lum \| + 31 min 21 s \| |                      |                    |                        |                  |
| |                      |                    |                        |                  |
| Quelle: ProCyclingStats |                      |                    |                        |                  |
| Gesamtwertung |                      |                    |                        |                  |
| Fahrer | Fahrer               | Land               | Team                   | Zeit             |
| 1. | Greg LeMond          | Vereinigte Staaten | Z                      | 90 h 43 min 20 s |
| 2. | Claudio Chiappucci   | Italien            | Carrera Jeans-Vagabond | + 2 min 16 s     |
| 3. | Erik Breukink        | Niederlande        | PDM-Concorde-Ultima    | + 2 min 29 s     |
| 4. | Pedro Delgado        | Spanien            | Banesto                | + 5 min 01 s     |
| 5. | Marino Lejarreta     | Spanien            | ONCE                   | + 5 min 05 s     |
| 6. | Eduardo Chozas Olmo  | Spanien            | ONCE                   | + 9 min 14 s     |
| 7. | Gianni Bugno         | Italien            | Chateau d'Ax-Salotti   | + 9 min 39 s     |
| 8. | Raúl Alcalá          | Mexiko             | PDM-Concorde-Ultima    | + 11 min 14 s    |
| 9. | Claude Criquielion   | Belgien            | Lotto-Superclub        | + 12 min 14 s    |
| 10. | Miguel Indurain      | Spanien            | Banesto                | + 12 min 47 s    |
| 11. | Andrew Hampsten      | Vereinigte Staaten | 7 Eleven-Hoonved       | + 12 min 54 s    |
| 12. | Pello Ruiz Cabestany | Spanien            | ONCE                   | + 13 min 39 s    |
| 13. | Fabio Parra          | Kolumbien          | Kelme-Ibexpress        | + 14 min 35 s    |
| 14. | Fabrice Philipot     | Frankreich         | Castorama              | + 15 min 49 s    |
| 15. | Gilles Delion        | Frankreich         | Helvetia-La Suisse     | + 16 min 57 s    |
| 16. | William Palacio      | Kolumbien          | Manzana Postobón Team  | + 19 min 43 s    |
| 17. | Johan Bruyneel       | Belgien            | Lotto-Super Club       | + 20 min 24 s    |
| 18. | Roberto Conti        | Italien            | Ariostea               | + 20 min 43 s    |
| 19. | Éric Boyer           | Frankreich         | Z                      | + 22 min 09 s    |
| 20. | Ronan Pensec         | Frankreich         | Z                      | + 22 min 54 s    |
| 21. | Thierry Claveyrolat  | Frankreich         | RMO                    | + 23 min 33 s    |
| 22. | Jérôme Simon         | Frankreich         | Z                      | + 27 min 23 s    |
| 23. | Pascal Lino          | Frankreich         | RMO                    | + 30 min 38 s    |
| 24. | Anselmo Fuerte       | Spanien            | ONCE                   | + 31 min 18 s    |
| 25. | Dmitri Konyschew     | Sowjetunion        | Alfa Lum               | + 31 min 21 s    |

### Punktewertung
| Punktewertung | Punktewertung       | Punktewertung                   | Punktewertung       | Punktewertung |
| Fahrer        | Fahrer              | Land                            | Team                | Punkte        |
| ------------- | ------------------- | ------------------------------- | ------------------- | ------------- |
| 1.            | Olaf Ludwig         | Deutsche Demokratische Republik | Panasonic-Sportlife | 256 P.        |
| 2.            | Johan Museeuw       | Belgien                         | Lotto-Super Club    | 221 P.        |
| 3.            | Erik Breukink       | Niederlande                     | PDM-Concorde-Ultima | 118 P.        |
| 4.            | Jean-Claude Colotti | Frankreich                      | RMO                 | 117 P.        |
| 5.            | Sean Kelly          | Irland                          | PDM-Concorde-Ultima | 116 P.        |

### Bergwertung
| Bergwertung | Bergwertung         | Bergwertung        | Bergwertung            | Bergwertung |
| Fahrer      | Fahrer              | Land               | Team                   | Punkte      |
| ----------- | ------------------- | ------------------ | ---------------------- | ----------- |
| 1.          | Thierry Claveyrolat | Frankreich         | RMO                    | 321 P.      |
| 2.          | Claudio Chiappucci  | Italien            | Carrera Jeans-Vagabond | 179 P.      |
| 3.          | Roberto Conti       | Italien            | Ariostea               | 160 P.      |
| 4.          | Miguel Indurain     | Spanien            | Banesto                | 153 P.      |
| 5.          | Greg LeMond         | Vereinigte Staaten | Z                      | 135 P.      |

### Nachwuchswertung
| Nachwuchswertung | Nachwuchswertung             | Nachwuchswertung | Nachwuchswertung         | Nachwuchswertung |
| Fahrer           | Fahrer                       | Land             | Team                     | Zeit             |
| ---------------- | ---------------------------- | ---------------- | ------------------------ | ---------------- |
| 1.               | Gilles Delion                | Frankreich       | Helvetia-La Suisse       | 91 h 00 min 17 s |
| 2.               | Pascal Lino                  | Frankreich       | RMO                      | + 13 min 41 s    |
| 3.               | Dmitri Konyschew             | Sowjetunion      | Alfa Lum                 | + 14 min 14 s    |
| 4.               | Miguel Ángel Martínez Torres | Spanien          | ONCE                     | + 21 min 42 s    |
| 5.               | Álvaro Mejía                 | Kolumbien        | Postobón Manzana-Ryalcao | + 48 min 07 s    |

### Mannschaftswertung
| Mannschaftswertung | Mannschaftswertung  | Mannschaftswertung | Mannschaftswertung |
| Team               | Team                | Land               | Zeit               |
| ------------------ | ------------------- | ------------------ | ------------------ |
| 1.                 | Z                   | Frankreich         | 272 h 21 min 21 s  |
| 2.                 | ONCE                | Spanien            | + 16 s             |
| 3.                 | Banesto             | Spanien            | + 23 min 44 s      |
| 4.                 | PDM-Concorde-Ultima | Niederlande        | + 33 min 05 s      |
| 5.                 | RMO                 | Frankreich         | + 56 min 31 s      |

### Kämpferischster Fahrer
| Kämpferischster Fahrer | Kämpferischster Fahrer | Kämpferischster Fahrer | Kämpferischster Fahrer | Kämpferischster Fahrer |
| Fahrer                 | Fahrer                 | Land                   | Team                   | Punkte                 |
| ---------------------- | ---------------------- | ---------------------- | ---------------------- | ---------------------- |

## Teams und Fahrer
| Nr. | Land                   | Name                    | Platz |
| --- | ---------------------- | ----------------------- | ----- |
| 1   | Vereinigte Staaten     | Greg LeMond             | 1     |
| 2   | Frankreich             | Éric Boyer              | 19    |
| 3   | Frankreich             | Bruno Cornillet         | 39    |
| 4   | Frankreich             | Gilbert Duclos-Lassalle | 65    |
| 5   | Norwegen               | Atle Kvålsvoll          | 26    |
| 6   | Frankreich             | François Lemarchand     | 104   |
| 7   | Vereinigtes Konigreich | Robert Millar           | A 15. |
| 8   | Frankreich             | Ronan Pensec            | 20    |
| 9   | Frankreich             | Jérôme Simon            | 22    |

| Nr. | Land       | Name                | Platz  |
| --- | ---------- | ------------------- | ------ |
| 11  | Frankreich | Laurent Fignon      | A 5.   |
| 12  | Frankreich | Vincent Barteau     | 133    |
| 13  | Frankreich | Christophe Lavainne | A 14.  |
| 14  | Frankreich | Luc Leblanc         | 73     |
| 15  | Frankreich | Thierry Marie       | 121    |
| 16  | Frankreich | Fabrice Philipot    | 14     |
| 17  | Danemark   | Bjarne Riis         | NA 17. |
| 18  | Frankreich | Gérard Rué          | A 10.  |
| 19  | Frankreich | Pascal Simon        | 35     |

| Nr. | Land       | Name                  | Platz |
| --- | ---------- | --------------------- | ----- |
| 21  | Spanien    | Pedro Delgado         | 4     |
| 22  | Spanien    | Marino Alonso         | 96    |
| 23  | Frankreich | Dominique Arnaud      | 59    |
| 24  | Spanien    | Julián Gorospe        | A 11. |
| 25  | Spanien    | Miguel Indurain       | 10    |
| 26  | Spanien    | Javier Lukin          | A 17. |
| 27  | Frankreich | Juan Martínez Oliver  | 98    |
| 28  | Spanien    | Jesús Rodríguez Magro | 41    |
| 29  | Kolumbien  | Abelardo Rondón       | 28    |

| Nr. | Land                                    | Name          | Platz |
| --- | --------------------------------------- | ------------- | ----- |
| 31  | Niederlande                             | Erik Breukink | 3     |
| 32  | Mexiko                                  | Raúl Alcalá   | 8     |
| 33  | Deutschland Demokratische Republik 1949 | Uwe Ampler    | A 13. |
| 34  | Belgien                                 | Rudy Dhaenens | 43    |
| 35  | Irland                                  | Martin Earley | A 11. |
| 36  | Niederlande                             | Gert Jakobs   | 140   |
| 37  | Irland                                  | Sean Kelly    | 30    |
| 38  | Deutschland Demokratische Republik 1949 | Uwe Raab      | 87    |
| 39  | Niederlande                             | Jos Van Aert  | 125   |

| Nr. | Land       | Name                         | Platz |
| --- | ---------- | ---------------------------- | ----- |
| 41  | Spanien    | Marino Lejarreta             | 5     |
| 42  | Spanien    | Eduardo Chozas Olmo          | 6     |
| 43  | Spanien    | Herminio Díaz Zabala         | 90    |
| 44  | Spanien    | Anselmo Fuerte               | 24    |
| 45  | Australien | Stephen Hodge                | 34    |
| 46  | Spanien    | Miguel Ángel Martínez Torres | 29    |
| 47  | Spanien    | Melchor Mauri                | 78    |
| 48  | Spanien    | Pello Ruiz Cabestany         | 12    |
| 49  | Danemark   | Johnny Weltz                 | A 14. |

| Nr. | Land       | Name                | Platz |
| --- | ---------- | ------------------- | ----- |
| 51  | Frankreich | Charly Mottet       | 49    |
| 52  | Frankreich | Jean-Claude Bagot   | 52    |
| 53  | Frankreich | Frédéric Brun       | 91    |
| 54  | Frankreich | Éric Caritoux       | A 11. |
| 55  | Frankreich | Thierry Claveyrolat | 21    |
| 56  | Frankreich | Jean-Claude Colotti | 50    |
| 57  | Frankreich | Thierry Laurent     | 107   |
| 58  | Frankreich | Pascal Lino         | 23    |
| 59  | Belgien    | Michel Vermote      | 144   |

| Nr. | Land                                              | Name                 | Platz |
| --- | ------------------------------------------------- | -------------------- | ----- |
| 61  | Niederlande                                       | Steven Rooks         | 33    |
| 62  | Russland Sozialistische Foderative Sowjetrepublik | Wjatscheslaw Jekimow | 55    |
| 63  | Deutschland Demokratische Republik 1949           | Olaf Ludwig          | 141   |
| 64  | Belgien                                           | Guy Nulens           | 54    |
| 65  | Australien                                        | Allan Peiper         | A 8.  |
| 66  | Belgien                                           | Eddy Planckaert      | A 9.  |
| 67  | Belgien                                           | Marc Sergeant        | 62    |
| 68  | Belgien                                           | Eric Van Lancker     | 100   |
| 69  | Niederlande                                       | Jean-Paul van Poppel | 146   |

| Nr. | Land                                    | Name                      | Platz |
| --- | --------------------------------------- | ------------------------- | ----- |
| 71  | Italien                                 | Gianni Bugno              | 7     |
| 72  | Italien                                 | Giuseppe Calcaterra       | 118   |
| 73  | Italien                                 | Giovanni Fidanza          | 147   |
| 74  | Italien                                 | Roberto Gusmeroli         | 76    |
| 75  | Deutschland Demokratische Republik 1949 | Mario Kummer              | 88    |
| 76  | Schweiz                                 | Tony Rominger             | 57    |
| 77  | Italien                                 | Mauro-Antonio Santaromita | 131   |
| 78  | Deutschland Demokratische Republik 1949 | Jan Schur                 | 105   |
| 79  | Italien                                 | Alberto Volpi             | 74    |

| Nr. | Land                   | Name               | Platz |
| --- | ---------------------- | ------------------ | ----- |
| 81  | Vereinigte Staaten     | Andrew Hampsten    | 11    |
| 82  | Australien             | Norman Alvis       | 142   |
| 83  | Kanada                 | Steve Bauer        | 27    |
| 84  | Vereinigte Staaten     | Andy Bishop        | 116   |
| 85  | Vereinigte Staaten     | Ron Kiefel         | 83    |
| 86  | Norwegen               | Dag Otto Lauritzen | 56    |
| 87  | Vereinigte Staaten     | Davis Phinney      | 153   |
| 88  | Vereinigte Staaten     | Bob Roll           | 132   |
| 89  | Vereinigtes Konigreich | Sean Yates         | 119   |

| Nr. | Land        | Name                       | Platz |
| --- | ----------- | -------------------------- | ----- |
| 91  | Italien     | Marco Giovannetti          | A 5.  |
| 92  | Spanien     | Roque de la Cruz           | A 3.  |
| 93  | Niederlande | Mathieu Hermans            | ZÜ 5. |
| 94  | Belgien     | Jean-Pierre Heynderickx    | A 11. |
| 95  | Spanien     | Pablo Moreno               | 124   |
| 96  | Spanien     | Álvaro Pino                | A 8.  |
| 97  | Spanien     | Vicente Ridaura            | 63    |
| 98  | Spanien     | José Luis Rodríguez García | 92    |
| 99  | Spanien     | José Urea                  | 89    |

| Nr. | Land        | Name               | Platz |
| --- | ----------- | ------------------ | ----- |
| 101 | Niederlande | Adrie van der Poel | 111   |
| 102 | Schweiz     | Alfred Achermann   | A 11. |
| 103 | Belgien     | Carlo Bomans       | 110   |
| 104 | Schweiz     | Beat Breu          | 42    |
| 105 | Belgien     | Michel Dernies     | 58    |
| 106 | Belgien     | Jan Goessens       | 114   |
| 107 | Belgien     | Patrick Robeet     | 36    |
| 108 | Schweiz     | Kurt Steinmann     | 94    |
| 109 | Schweiz     | Thomas Wegmüller   | 112   |

| Nr. | Land        | Name                 | Platz  |
| --- | ----------- | -------------------- | ------ |
| 111 | Schweiz     | Pascal Richard       | A 14.  |
| 112 | Frankreich  | Gilles Delion        | 15     |
| 113 | Schweiz     | Mauro Gianetti       | 61     |
| 114 | Schweiz     | Othmar Häfliger      | A 13.  |
| 115 | Frankreich  | Jean-Claude Leclercq | 139    |
| 116 | Schweiz     | Hansrüdi Märki       | A 19.  |
| 117 | Niederlande | Henri Manders        | 113    |
| 118 | Schweiz     | Niki Rüttimann       | NA 17. |
| 119 | Schweiz     | Guido Winterberg     | A 17.  |

| Nr. | Land                       | Name                  | Platz |
| --- | -------------------------- | --------------------- | ----- |
| 121 | Frankreich                 | Jean-François Bernard | A 11. |
| 122 | Danemark                   | John Carlsen          | A 8.  |
| 123 | Frankreich                 | Christian Chaubet     | 149   |
| 124 | Deutschland Bundesrepublik | Andreas Kappes        | 136   |
| 125 | Frankreich                 | Pascal Lance          | 51    |
| 126 | Frankreich                 | Roland Le Clerc       | 84    |
| 127 | Frankreich                 | Philippe Louviot      | 47    |
| 128 | Frankreich                 | Yvon Madiot           | A 6.  |
| 129 | Frankreich                 | Denis Roux            | 77    |

| Nr. | Land      | Name                   | Platz |
| --- | --------- | ---------------------- | ----- |
| 131 | Kolumbien | Álvaro Mejía           | 48    |
| 132 | Kolumbien | Juan Carlos Castillo   | 79    |
| 133 | Kolumbien | Omar Hernández         | 46    |
| 134 | Kolumbien | Carlos Mario Jaramillo | 53    |
| 135 | Kolumbien | Gerardo Moncada        | 40    |
| 136 | Kolumbien | Reynel Montoya         | 37    |
| 137 | Kolumbien | William Palacio        | 16    |
| 138 | Kolumbien | William Pulido         | 70    |
| 139 | Kolumbien | Óscar de Jesús Vargas  | 38    |

| Nr. | Land       | Name             | Platz  |
| --- | ---------- | ---------------- | ------ |
| 141 | Irland     | Stephen Roche    | 44     |
| 142 | Frankreich | Laurent Biondi   | 82     |
| 143 | Belgien    | Etienne De Wilde | NA 6.  |
| 144 | Belgien    | Paul Haghedooren | 106    |
| 145 | Danemark   | Brian Holm       | 60     |
| 146 | Danemark   | Søren Lilholt    | 85     |
| 147 | Frankreich | Francis Moreau   | ZÜ 11. |
| 148 | Belgien    | Wilfried Peeters | 120    |
| 149 | Frankreich | Laurent Pillon   | 103    |

| Nr. | Land    | Name                | Platz |
| --- | ------- | ------------------- | ----- |
| 151 | Belgien | Claude Criquielion  | 9     |
| 152 | Belgien | Johan Bruyneel      | 17    |
| 153 | Belgien | Peter De Clercq     | 137   |
| 154 | Belgien | Jos Haex            | 68    |
| 155 | Belgien | Johan Museeuw       | 81    |
| 156 | Belgien | Hendrik Redant      | 150   |
| 157 | Belgien | Peter Roes          | 93    |
| 158 | Belgien | Wim Van Eynde       | 97    |
| 159 | Belgien | Patrick Verschueren | 129   |

| Nr. | Land        | Name             | Platz  |
| --- | ----------- | ---------------- | ------ |
| 161 | Australien  | Phil Anderson    | 71     |
| 162 | Belgien     | Johan Capiot     | A 9.   |
| 163 | Niederlande | Maarten Ducrot   | 66     |
| 164 | Belgien     | Patrick Jacobs   | A 11.  |
| 165 | Schweiz     | Jörg Müller      | 31     |
| 166 | Niederlande | Martin Schalkers | 128    |
| 167 | Niederlande | Eddy Schurer     | A 10.  |
| 168 | Niederlande | Jan Siemons      | 143    |
| 169 | Danemark    | Jesper Skibby    | NA 11. |

| Nr. | Land     | Name                | Platz |
| --- | -------- | ------------------- | ----- |
| 171 | Italien  | Claudio Chiappucci  | 2     |
| 172 | Italien  | Guido Bontempi      | 122   |
| 173 | Portugal | Acácio da Silva     | 108   |
| 174 | Italien  | Massimo Ghirotto    | 95    |
| 175 | Italien  | Alessandro Gianelli | 69    |
| 176 | Italien  | Flavio Giupponi     | A 14. |
| 177 | Schweiz  | Erich Mächler       | 130   |
| 178 | Italien  | Giancarlo Perini    | 99    |
| 179 | Italien  | Maximilian Sciandri | 154   |

| Nr. | Land        | Name                | Platz |
| --- | ----------- | ------------------- | ----- |
| 181 | Belgien     | Edwig Van Hooydonck | 101   |
| 182 | Niederlande | Gerrit de Vries     | 67    |
| 183 | Niederlande | Frans Maassen       | 64    |
| 184 | Niederlande | Jelle Nijdam        | 127   |
| 185 | Niederlande | Twan Poels          | 115   |
| 186 | Niederlande | Gerrit Solleveld    | 117   |
| 187 | Niederlande | Patrick Tolhoek     | 123   |
| 188 | Belgien     | Eric Vanderaerden   | S 11. |
| 189 | Niederlande | Peter Winnen        | A 11. |

| Nr. | Land    | Name             | Platz |
| --- | ------- | ---------------- | ----- |
| 191 | Italien | Moreno Argentin  | NA 6. |
| 192 | Italien | Adriano Baffi    | 134   |
| 193 | Italien | Davide Cassani   | 80    |
| 194 | Italien | Bruno Cenghialta | 102   |
| 195 | Italien | Roberto Conti    | 18    |
| 196 | Italien | Alberto Elli     | 72    |
| 197 | Italien | Rodolfo Massi    | 156   |
| 198 | Italien | Valerio Piva     | 109   |
| 199 | Italien | Marcello Siboni  | 75    |

| Nr. | Land      | Name                | Platz |
| --- | --------- | ------------------- | ----- |
| 201 | Kolumbien | Fabio Parra         | 13    |
| 202 | Spanien   | Antonio Miguel Díaz | 138   |
| 203 | Spanien   | Antonio Espejo      | 155   |
| 204 | Kolumbien | Martín Farfán       | A 8.  |
| 205 | Spanien   | Mario Lara          | ZÜ 7. |
| 206 | Kolumbien | Néstor Mora         | 86    |
| 207 | Kolumbien | Nelson Rodríguez    | 32    |
| 208 | Spanien   | Jesus Rosado        | 152   |
| 209 | Spanien   | José Ángel Sarrapio | 135   |

| Nr. | Land                                              | Name                       | Platz  |
| --- | ------------------------------------------------- | -------------------------- | ------ |
| 211 | Russland Sozialistische Foderative Sowjetrepublik | Dmitri Konyschew           | 25     |
| 212 | Usbekistan Sozialistische Sowjetrepublik          | Dschamolidin Abduschaparow | 145    |
| 213 | Russland Sozialistische Foderative Sowjetrepublik | Nikolai Golowatenko        | 151    |
| 214 | Russland Sozialistische Foderative Sowjetrepublik | Iwan Iwanow                | NA 15. |
| 215 | Ukraine Sozialistische Sowjetrepublik             | Wassyl Schdanow            | 148    |
| 216 | Russland Sozialistische Foderative Sowjetrepublik | Asjat Saitow               | A 15.  |
| 217 | Russland Sozialistische Foderative Sowjetrepublik | Alexander Trubin           | 126    |
| 218 | Lettland Sozialistische Sowjetrepublik            | Pēteris Ugrjumovs          | 45     |
| 219 | Russland Sozialistische Foderative Sowjetrepublik | Sergei Uslamin             | A 11.  |

A: Aufgabe während der Etappe, NA: nicht zur Etappe angetreten, S: suspendiert/ausgeschlossen, ZÜ: Zeitüberschreitung